# Матвеевская (Холмогорский район)
Матвеевская — деревня в Холмогорском районе Архангельской области.

## География
Находится в центральной части Архангельской области на расстоянии приблизительно 28 км на запад-северо-запад по прямой от районного центра села Холмогоры на левобережье реки Северная Двина.

## История
В 1859 году здесь (тогда село Архангельского уезда Архангельской губернии) было учтено 60 дворов, в 1905 — 29 (тогда населенный пункт делился на Залес, Заручей и Сорочий околоток). До 2022 года входила в Кехотское сельское поселение до его упразднения.

## Население
Численность населения: 139 человек (1859 год), 119 (1905), 100 (русские 98 %) в 2002 году, 70 в 2010.